# Жилин, Филипп Николаевич
Филипп Николаевич Жилин (14 декабря 1911, Шабарчина, Пермская губерния — 1987, Каргаполье, Курганская область) — комбайнер Каргапольской МТС Курганской области, Герой Социалистического Труда (1952). Участник Советско-финляндской и Великой Отечественной войн.

## Биография
Филипп Жилин родился 14 декабря 1911 года в крестьянской семье в деревне Шабарчиной Каргапольской волости Шадринского уезда Пермской губернии, ныне деревня входит в Каргапольский муниципальный округ Курганской области.
Окончил два класса школы в селе Каргаполье, семья была многодетной (четыре брата и две сестры, Филипп — старший) и надо было помогать по хозяйству. 12-летним пареньком начал работать, помогал отцу в поле.
С 1929 года трудился рядовым колхозником в колхозе «Страна Советов» Каргапольского района. В сентябре 1936 года окончил Шадринскую школу механизации сельского хозяйства. Стал работать комбайнером в Каргапольской МТС.
Участник войны с Финляндией 1939—1940 годов, был ранен. Вернувшись домой продолжал работать на комбайне. В июне 1941 года был снова призван в армию. Участник Великой Отечественной войны. Воевал на Калининском фронте, был снова ранен, на это раз тяжело. После госпиталя на фронт больше не вернулся.
По возвращении домой два года работал в МТС разъездным механиком. Рабочих рук не хватало, на комбайнах работали женщины и подростки, и помощь специалиста была незаменима. В 1944 году вернулся за штурвал комбайна.
Трудными были первые послевоенные годы, но неуклонно повышалась культура земледелия, и земля оплачивала работу высокими урожаями. Филипп Николаевич работал комбайнером, а жена Екатерина Максимовна штурвальным на его комбайне. За ударную работу и высокий намолот зерна на уборке урожая в 1950 году Жилин был награждён орденом Ленина. В страду 1951 года добился лучших показателей в районе: только за 35 рабочих дней с убранной площади намолотил на комбайне «Коммунар» 6048 центнеров зерна. Всего в эту уборочную Филипп Николаевич Жилин с помощницей и женой Екатериной Максимовной Жилиной убрали 851 гектар и намолотили 11772 центнера зерна.
Указом Верховного Совета СССР от 6 июня 1952 года в соответствии с Указом Президиума Верховного Совета СССР от 27 апреля 1950 года за достижение высоких показателей по уборке и обмолоте зерновых культур в 1951 году Жилину Филиппу Николаевичу присвоено звание Героя Социалистического Труда с вручением ордена Ленина и золотой медали «Серп и молот».
Филипп Николаевич был участником ВДНХ, награждён большой золотой медалью выставки.
По решению бюро Курганского обкома КПСС № 181 и исполкома Курганского областного Совета депутатов трудящихся от 30 апреля 1958 года Каргапольская МТС реорганизована в Каргапольскую ремонтно-тракторную станцию (РТС). В соответствии с решением исполкома Курганского областного Совета депутатов трудящихся от 6 мая 1961 года и приказом Курганского областного объединения «Сельхозтехника» № 120 от 6 мая 1961 года Каргапольская РТС переименована в Каргапольское районное объединение «Сельхозтехника».
Последние годы до ухода на пенсию работал слесарем-инструментальщиком в Каргапольском объединении «Сельхозтехника». В декабре 1972 года Филипп Николаевич ушёл на заслуженный отдых, но время от времени принимал участие в колхозных работах, был трудовым наставником молодежи, активно исполнял обязанности депутата районного Совета народных депутатов.
Жил в рабочем посёлке Каргаполье Каргапольского поссовета Каргапольского района Курганской области, ныне посёлок — административный центр Каргапольского муниципального округа той же области.
Филипп Николаевич Жилин скончался 23 февраля 1987 года.

## Награды
- Герой Социалистического Труда, 6 июня 1952 года
  - Орден Ленина № 201700
  - Медаль «Серп и Молот»  № 6318
- Орден Ленина, 14 мая 1951 года
- Юбилейная медаль «Тридцать лет Победы в Великой Отечественной войне 1941—1945 гг.»
- Юбилейная медаль «50 лет Вооружённых Сил СССР»
- Большая золотая медаль ВДНХ СССР

## Семья
Жена Екатерина Максимовна, награждена двумя орденами Трудового Красного Знамени (1951, 1952) и малой золотой медалью ВДНХ СССР